# Zeferina
Zeferina (fl.1826) foi uma líder da Revolta do Quilombo do Urubu em 1826, próximo de Salvador, na Bahia.

## Infância e escravidão
Zeferina era originária de Angola, mas foi trazida para o Brasil como escrava.

## Revolta do Quilombo do Urubu
Em Pirajá, periferia de Salvador, na Bahia, escravos fugitivos e índios tupinambás criaram uma comunidade chamada Quilombo do Urubu. Eles cultivavam sua própria comida e realizavam rituais de candomblé. Eles realizaram ofensivas constantes para libertar pessoas escravizadas. Uma das líderes de uma revolta de dezembro de 1826 foi Zeferina. Em 15 de dezembro, os quilombolas capturaram uma aldeia em Cabula, distrito vizinho a Pirajá. Em 17 de dezembro, trinta soldados de Salvador foram enviados para reprimir a rebelião. Armados com "arcos e flechas, facas, forcados, machados e lanças", os quilombolas rebeldes venceram o primeiro confronto com os soldados. Porém, quando os reforços chegaram, os quilombolas foram derrotados.

### Captura
Depois de detida, Zeferina foi obrigada a confessar a natureza dos planos dos fugitivos. Posteriormente, ela, junto com outro líder chamado Antonio, foi condenada a trabalhos forçados por seu papel no levante.

## Na cultura popular
Zeferina é retratada em uma pintura homônima do artista brasileiro Dalton Paula.